# خط کیکیو دایشی
خط کیکیو دایشی (به ژاپنی: 京急大師線, Keikyū Daishi-sen) یک خط راه‌آهن خصوصی در استان کاناگاوا و وابسته به شرکت راه‌آهن کیکیو است.